# Cladorhiza grimaldii
Cladorhiza grimaldii är en svampdjursart som beskrevs av Topsent 1909. Cladorhiza grimaldii ingår i släktet Cladorhiza och familjen Cladorhizidae. Inga underarter finns listade i Catalogue of Life.